# Waste Land (film, 2014)
Pour les articles homonymes, voir Waste Land.
Pour plus de détails, voir Fiche technique et Distribution.
Waste Land est un thriller belge réalisé par Pieter Van Hees et sorti en 2014.

## Fiche technique
- Titre : Waste Land
- Réalisation : Pieter Van Hees
- Scénario : Pieter Van Hees
- Musique : Matthias Morard
- Photographie : Menno Mans
- Montage : Nico Leunen
- Costumes : Kris De Meester et Catherine Marchand
- Producteur : Eurydice Gysel et Koen Mortier (nl)
- Production : Epidemic
- Distribution : Chrysalis Films
- Pays d’origine :  Belgique
- Genre : Thriller
- Durée : 86 minutes
- Dates de sortie :
  -  Belgique : 20 octobre 2014
  -  France : 25 mars 2015

## Distribution
- Jérémie Renier : Leo Woeste
- Natali Broods : Kathleen Woeste
- Peter Van Den Begin : Johnny Rimbaud
- Babetida Sadjo : Aysha Tshimanga
- Peter van den Eede (nl) : Jean Perdieus
- François Beukelaers : Jozef Woeste
- Mourade Zeguendi : Fouad

## Récompenses
- Ensors 2015 : 
  - Meilleur réalisateur
  - Meilleur acteur dans un second rôle pour Peter Van Den Begin
  - Meilleure actrice dans un second rôle pour Babetida Sadjo
  - Meilleur scénario